# يوربان تي هولمز جونيور
يوربان تي هولمز جونيور (بالإنجليزية: Urban T. Holmes, Jr.) هو باحث في الرومانسية وأستاذ جامعي أمريكي، ولد في 13 يوليو 1900 في واشنطن العاصمة في الولايات المتحدة، وتوفي في 12 مايو 1972.